# 나가하시 야스히로
나가하시 야스히로(일본어: 長橋 康弘 1975년 8월 2일 ~ )는 일본의 전 축구 선수이다.

## 구단 경력
과거 시미즈 에스펄스, 가와사키 프론탈레에서 활동하였다.